# Sissy Schwarz
Elisabeth Schwarz, detta Sissy (Vienna, 19 maggio 1936), è un'ex pattinatrice artistica su ghiaccio austriaca.

## Palmarès
Coppie con Kurt Oppelt
| Internazionali            | Internazionali | Internazionali | Internazionali | Internazionali | Internazionali |
| Evento                    | 1952           | 1953           | 1954           | 1955           | 1956           |
| ------------------------- | -------------- | -------------- | -------------- | -------------- | -------------- |
| Giochi olimpici invernali | 9°             |                |                |                | 1°             |
| Campionati mondiali       | 7°             | 6°             | 3°             | 2°             | 1°             |
| Campionati europei        | 7°             | 3°             | 2°             |                | 1°             |
| Nazionali                 |                |                |                |                |                |
| Campionati austriaci      | 1°             | 1°             | 1°             | 1°             | 1°             |

Individuale femminile
| Internazionali            | Internazionali | Internazionali |
| Evento                    | 1952           | 1953           |
| ------------------------- | -------------- | -------------- |
| Giochi olimpici invernali | 19°            |                |
| Campionati europei        |                | 9°             |
| Nazionali                 |                |                |
| Campionati austriaci      | 2°             |                |